# Sie nannten ihn Wander
Sie nannten ihn Wander (Originaltitel: Wander Over Yonder) ist eine US-amerikanische Zeichentrickserie, die von 2013 bis 2016 von Disney Television Animation produziert wurde. Die Serie wurde von Craig McCracken entwickelt. Die erste Folge wurde als Preview am 16. August 2013 gezeigt. Die reguläre Ausstrahlung erfolgte ab dem 13. September 2013 auf dem US-amerikanischen Disney Channel. Am 18. Februar 2014 wurde bekannt gegeben, dass "Wander Over Yonder" ab Frühjahr 2014 auf Disney XD zu sehen sei. Der Pay-TV-Start der Serie in Deutschland war der 4. August 2014 auf Disney XD, und der 18. Juli 2015 im Free-TV auf Disney Channel.

## Produktion
Sie nannten ihn Wander wurde von Craig McCracken entwickelt, der zuvor schon die Zeichentrickserien Powerpuff Girls und Fosters Haus für Fantasiefreunde schuf. Zudem ist er auch der ausführende Produzent. Lauren Faust dient als Co-Produzentin und Story Editor. Es ist McCrackens erste TV-Serie außerhalb von Cartoon Network und seine erste Zeichentrickserie für den Disney Channel, beziehungsweise später für Disney XD.
2012 wurde auf der Comic-Con ein Sneak Peek zur Serie veröffentlicht. Der erste Trailer zu Wander Over Yonder wurde am 19. Juli 2013 während der Premiere des Films Teen Beach Movie auf dem Disney Channel ausgestrahlt. Am 16. August 2013 wurde die erste Folge von Wander Over Yonder unter dem Titel "The Picnic" nach der Premiere des Films Phineas und Ferb: Mission Marvel im Disney Channel ausgestrahlt.

## Handlung
In der Serie „Sie nannten ihn Wander“ geht es um den daueroptimistischen Wander und sein etwas dickköpfiges Lastpferd Sylvia, die gemeinsam durch die Galaxie reisen, immer mit dem Ziel den Leuten Spaß und Lebensfreude zu lehren und sich gegen die Unterdrückung durch Lord Hater und seine Watchdogs durchzusetzen.

## Figuren

### Hauptfiguren
Wander ist sehr optimistisch und freundlich. Er strebt danach verschiedene Welten zu erforschen, um zum einen neue Dinge zu entdecken, zum anderen den Bewohnern Spaß und Lebensfreude zu lehren, und wie sie sich gegen die Unterdrückung durch Lord Hater und seine Watchdogs durchzusetzen vermögen. Wander ist ein kleines, orangefarbenes, pelziges Wesen, dessen Art unbestimmt ist. Er hat große, ausdrucksvolle Augen mit schwarzen Pupillen. An seinem Kinn hat er drei schwarze Barthaare. Zudem trägt er meistens einen grünen Hut mit einem schwarzen Streifen, auf dem ein Stern ist, der über den Rand des Streifens hinaus ragt. Das innere seines Hutes scheint auch schwarz zu sein. Er trägt hellblaue Schuhe mit weißen Metallstiften und einem schwarzen Streifen in der Mitte seiner Schuhe. Wander ist sehr nett und lebenslustig und lächelt oft. Durch seine positive Art und Überzeugung sieht Wander oft nicht die Gefahr, in die er sich begibt, und die aggressive Natur von Lord Hater.
Sylvia ist Wanders treues, aber auch dickköpfiges Lastpferd und seine beste Freundin. Gemeinsam erforschen die beiden das Universum und bekämpften Lord Hater. Sie liebt es zu kämpfen, und obwohl sie dadurch schlecht gelaunt und rücksichtslos wird, hat sie auch eine weiche Seite. Trotzdem hat sie eine gewisse Skepsis gegenüber dem Besiegen von Lord Hater und bezeichnet Wander als verrückt. Sylvia ist blau und besitzt einen langen Hals, kurze Arme und große ausdrucksstarke Augen. Sie hat schwarze Zügel um ihr Maul gewickelt und ihre Haare sind hellrosa, genau so wie ihr Büschel an der Spitze des Schwanzes. Trotz der häufigen Bezeichnung Sylvias als Wanders „Pferd“, ist sie eigentlich ein „Zbornak“, das mehr eine Art Drache als ein Pferd ist.
Lord Hater ist ein machthungriger, böser und grausamer Diktator und Eroberer. Er besitzt ein Reich, das er stetig vergrößert und bekommt dabei Hilfe von seinem Handlanger Peepers und seinen Schergen, die er Watchdogs nennt. Lord Hater ist ein skelettartiges Wesen und trägt eine rote Robe. Was er sich am meisten wünscht, ist die absolute Herrschaft des gesamten Universums unter seiner Faust, und selten steht ihm jemand im Weg. Zudem kann er Wander nicht leiden, weil er das physische Gegenteil von ihm ist. Dazu gehört Wanders übermäßiger Optimismus und seine Vergesslichkeit. Er hat ein spinnenartiges Haustier namens Captain Tim, das er von Wander und Sylvia bekommen hat.
Commander Peepers ist Lord Haters Lieblingshandlanger und tut alles für ihn. Manchmal ist er klüger als Lord Hater, woraufhin er häufig von ihm ignoriert wird.

### Nebenfiguren
Die Watchdogs sind kleine Kreaturen mit einem einzelnen, großen Augapfel als Kopf und Körper. Sie dienen Lord Hater und sind seine Schergen, die einen Großteil seiner Armee ausmachen. Die Watchdogs sind loyal gegenüber Lord Hater, werden jedoch oft durch die Störungen von Wander abgelenkt.
Emperor Awesome ist ein alter eingebildeter und extravaganter Hai-artiger Mann. Sein größter Feind ist Lord Hater; wie er erobert auch er das Universum. Er hat seine eigenen Schergen, die er "The Fist Fighters" nennt.
King Bingleborp ist der Herrscher des Planeten "Binglebop".
Fleeblebort ist ein grünes, entenartiges Wesen. Wander half ihm, die Hochzeit seiner geliebten Marsha zu deklarieren.
Captain Tim ist ein spinnenartiges Wesen. Wander entdeckte ihn in einem verlassenen Raumschiff und gab ihn Lord Hater.
Badlands Dan ist ein ehemaliger Bösewicht, der auf dem Planeten "Doomstone" lebt. (Jetzt genannt "Congenial Rock".)
Papa Doom ist ein ehemaliger, böser Gangsterboss auf "Doomstone".
Prince Cashmere ist der tapfere Prinz vom Planeten "Baaaaa-halla" und ist Anführer seiner starken Armee aus Ziegen. Er erschien zuerst in der Folge "The Troll", wo Wander und Sylvia ihm halfen, einen widerlichen Troll zu besiegen.
Westley the Watchdog ist der kleinste Watchdog-Kadett und ist mit Wander und Sylvia befreundet.
Beeza ist die Anführerin einer Art, deren Planet von Buster dem riesigen Hund zerstört wird.

## Synchronisation
Die Synchronregie für die deutsche Fassung führte Karlo Hackenberger, der auch das Dialogbuch schrieb.
| Rolle                | Originalsprecher         | deutscher Sprecher |
| -------------------- | ------------------------ | ------------------ |
| Wander               | Jack McBrayer            | Patrick Roche      |
| Sylvia               | April Winchell           | Martina Treger     |
| Lord Hater           | Keith Ferguson           | Tilo Schmitz       |
| Imperator Hammer     | Sam Riegel               |                    |
| Commander Peepers    | Tom Kenny                | Gerald Schaale     |
| King Bingleborp      | Tom Kenny                |                    |
| Fleeblebort          | Tom Kenny                |                    |
| Captain Tim          | Fred Tatasciore          |                    |
| Badlands Dan         | Clancy Brown             |                    |
| Papa Doom            | Kevin Michael Richardson |                    |
| Prince Cashmere      | Bill Fagerbakke          |                    |
| Westley der Watchdog | Aziz Ansari              | Jan Makino         |
| Beeza                | Tara Strong              |                    |

## Ausstrahlung
Vereinigte Staaten
Die erste Folge wurde als Preview am 16. August 2013 gezeigt. Die reguläre Ausstrahlung der ersten Staffel erfolgte ab dem 13. September 2013 auf dem Disney Channel. Frühjahr 2014 wechselte "Sie nannten ihn Wander" zu Disney XD wo dort seit dem 31. März 2014 die restlichen Folgen der ersten Staffel ausgestrahlt werden.
Deutschland
Die deutschsprachige Erstausstrahlung erfolgte seit dem 4. August 2014 auf dem Bezahlfernsehsender Disney XD. Seit dem 18. Juli 2015 läuft die Serie auch auf dem öffentlichen Disney Channel.

### Übersicht
| Staffel | Folgen | Erstausstrahlung USA | Erstausstrahlung USA | Erstausstrahlung DE | Erstausstrahlung DE |
| Staffel | Folgen | von                  | bis                  | von                 | bis                 |
| ------- | ------ | -------------------- | -------------------- | ------------------- | ------------------- |
| 1       | 39     | 16. August 2013      | 4. Dezember 2014     | 4. August 2014      | 25. Dezember 2015   |
| 2       | 40     | 3. August 2015       | 27. Juni 2016        | 28. Dezember 2015   | 18. Oktober 2016    |

### Episodenliste

#### Staffel 1 (2013–14)
| Nr. (ges.) | Nr. (St.) | Deutscher Titel                                    | Originaltitel                                | Erstausstrahlung USA | Deutschsprachige Erstausstrahlung (D) | Regie                          | Drehbuch                                                    | Prod. Code |
| ---------- | --------- | -------------------------------------------------- | -------------------------------------------- | -------------------- | ------------------------------------- | ------------------------------ | ----------------------------------------------------------- | ---------- |
| 1          | 1         | Das Picknick                                       | The Picnic                                   | 16. Aug. 2013        | 11. Aug. 2014                         | Eddie Trigueros                | Ben Joseph                                                  | 102a       |
| 2          | 2         | Der Größte                                         | The Greatest                                 | 13. Sep. 2013        | 6. Aug. 2014                          | Dave Thomas & Craig McCracken  | Craig McCracken & Ben Joseph                                | 101a       |
| 3          | 3         | Das Ei                                             | The Egg                                      | 13. Sep. 2013        | 7. Aug. 2014                          | Eddie Trigueros                | Lauren Faust & Craig McCracken                              | 101b       |
| 4          | 4         | Die Flucht                                         | The Fugitives                                | 20. Sep. 2013        | 12. Aug. 2014                         | Dave Thomas                    | Lauren Faust & Johanna Stein                                | 102b       |
| 5          | 5         | Die gute Tat                                       | The Good Deed                                | 27. Sep. 2013        | 13. Aug. 2014                         | Eddie Trigueros                | Tim McKeon                                                  | 103a       |
| 6          | 6         | Das Haustier                                       | The Pet                                      | 4. Okt. 2013         | 31. Okt. 2014                         | Dave Thomas & Eddie Trigueros  | Ben Joseph & Greg White                                     | 104        |
| 7          | 7         | Der Gefangene                                      | The Prisoner                                 | 11. Okt. 2013        | 14. Aug. 2014                         | Dave Thomas                    | Lauren Faust & Greg White                                   | 103b       |
| 8          | 8         | Der Bösewicht                                      | The Bad Guy                                  | 18. Okt. 2013        | 4. Aug. 2014                          | Eddie Trigueros                | Ben Joseph                                                  | 105a       |
| 9          | 9         | Der Troll                                          | The Troll                                    | 1. Nov. 2013         | 15. Aug. 2014                         | Dave Thomas                    | Lauren Faust & Greg White                                   | 105b       |
| 10         | 10        | Die Box                                            | The Box                                      | 15. Nov. 2013        | 18. Aug. 2014                         | Dave Thomas                    | Tim McKeon                                                  | 106a       |
| 11         | 11        | Der Hut                                            | The Hat                                      | 22. Nov. 2013        | 5. Aug. 2014                          | Eddie Trigueros                | Lauren Faust & Johanna Stein                                | 106b       |
| 12         | 12        | Der Kleinste                                       | The Little Guy                               | 6. Dez. 2013         | 24. Dez. 2014                         | Lauren Faust & Craig McCracken | Lauren Faust & Ben Joseph                                   | 107        |
| 13         | 13        | Der Ball                                           | The Ball                                     | 10. Jan. 2014        | 8. Aug. 2014                          | Eddie Trigueros                | Ben Joseph                                                  | 108b       |
| 14         | 14        | Die Kopfgeldjäger                                  | The Bounty                                   | 24. Jan. 2014        | 19. Aug. 2014                         | Dave Thomas                    | Matt Chapman                                                | 108a       |
| 15         | 15        | Der Held                                           | The Hero                                     | 31. März 2014        | 20. Aug. 2014                         | Dave Thomas                    | Ben Joseph                                                  | 109a       |
| 16         | 16        | Das Geburtstagskind                                | The Birthday Boy                             | 31. März 2014        | 21. Aug. 2014                         | Eddie Trigueros                | Ben Joseph                                                  | 109b       |
| 17         | 17        | Stets hilfsbereit                                  | The Nice Guy                                 | 10. Juni 2014        | 22. Aug. 2014                         | Eddie Trigueros                | Ben Joseph                                                  | 110a       |
| 18         | 18        | Die Zeitbombe                                      | The Time Bomb                                | 10. Juni 2014        | 25. Aug. 2014                         | Dave Thomas                    | Matt Chapman                                                | 110b       |
| 19         | 19        | Die Touristin                                      | The Tourist                                  | 11. Juni 2014        | 26. Aug. 2014                         | Dave Thomas                    | Matt Danner & Dave Thomas                                   | 111b       |
| 20         | 20        | Der Tag                                            | The Day                                      | 16. Juni 2014        | 27. Aug. 2014                         | Dave Thomas                    | Ben Joseph                                                  | 112a       |
| 21         | 21        | Die Nacht                                          | The Night                                    | 16. Juni 2014        | 28. Aug. 2014                         | Eddie Trigueros                | Ben Joseph                                                  | 112b       |
| 22         | 22        | Der einsame Planet                                 | The Lonely Planet                            | 17. Juni 2014        | 5. Jan. 2015                          | Eddie Trigueros                | Johanna Stein                                               | 113a       |
| 23         | 23        | Der Geistesblitz                                   | The Brainstorm                               | 17. Juni 2014        | 6. Jan. 2015                          | Dave Thomas                    | Ben Joseph                                                  | 113b       |
| 24         | 24        | Der Knirps                                         | The Toddler                                  | 23. Juni 2014        | 7. Jan. 2015                          | Dave Thomas                    | Johanna Stein                                               | 114b       |
| 25         | 25        | Das böse Sandwich                                  | The Fancy Party                              | 24. Juni 2014        | 9. Aug. 2014                          | Eddie Trigueros                | Tim McKeon                                                  | 111a       |
| 26         | 26        | Die Epische Suche von unermesslicher Schwierigkeit | The Epic Quest of Unfathomable Difficulty!!! | 30. Juni 2014        | 8. Jan. 2015                          | Eddie Trigueros                | Francisco Angones & Amy Higgins                             | 115a       |
| 27         | 27        | Die Leere                                          | The Void                                     | 30. Juni 2014        | 9. Jan. 2015                          | Dave Thomas                    | Ben Joseph                                                  | 115b       |
| 28         | 28        | Der Partylöwe                                      | The Party Animal                             | 19. Juli 2014        | 12. Jan. 2015                         | Eddie Trigueros                | Tim McKeon                                                  | 114a       |
| 29         | 29        | Unheimlich glücklich                               | The Gift 2: The Giftening                    | 4. Okt. 2014         | 31. Okt. 2015                         | Eddie Trigueros                | Francisco Angones & Amy Higgins                             | 119a       |
| 30         | 30        | Das Date                                           | The Date                                     | 17. Okt. 2014        | 13. Jan. 2015                         | Eddie Trigueros                | Francisco Angones & Amy Higgins                             | 118a       |
| 31         | 31        | Freunde in der Not                                 | The Buddies                                  | 17. Okt. 2014        | 14. Jan. 2015                         | Dave Thomas                    | Ben Joseph & Ryan Walls                                     | 118b       |
| 32         | 32        | Der Lügner                                         | The Liar                                     | 7. Nov. 2014         | 15. Jan. 2015                         | Dave Thomas                    | Mike Chapman, Francisco Angones, Amy Higgins & Lauren Faust | 117a       |
| 33         | 33        | Die Streunerin                                     | The Stray                                    | 7. Nov. 2014         | 16. Jan. 2015                         | Dave Thomas                    | Ben Joseph & Johanna Stein                                  | 117b       |
| 34         | 34        | Die rebellischen Generäle                          | The Big Job                                  | 14. Nov. 2014        | 19. Jan. 2015                         | Eddie Trigueros                | Eric Rogers                                                 | 120a       |
| 35         | 35        | Wer braucht Hilfe?                                 | The Helper                                   | 14. Nov. 2014        | 20. Jan. 2015                         | Aaron Springer                 | Aaron Springer                                              | 120b       |
| 36         | 36        | Trübsal                                            | The Funk                                     | 25. Nov. 2014        | 1. Apr. 2015                          | Eddie Trigueros                | Darrick Bachman & Ben Joseph                                | 116a       |
| 37         | 37        | Versteckspiel                                      | The Enemies                                  | 25. Nov. 2014        | 21. Jan. 2015                         | Eddie Trigueros                | Ben Joseph                                                  | 116b       |
| 38         | 38        | Ein starkes Team                                   | The Rider                                    | 28. Nov. 2014        | 22. Jan. 2015                         | Dave Thomas & Eddie Trigueros  | Francisco Angones, Amy Higgins & Ben Joseph                 | 121        |
| 39         | 39        | Geschenke für alle                                 | The Gift                                     | 4. Dez. 2014         | 25. Dez. 2015                         | Dave Thomas                    | Francisco Angones & Amy Higgins                             | 119b       |

#### Staffel 2 (2015–16)
1. The Greater Hater - 28. Dez. 2015
2. The Big Day - 29. Dez. 2015
3. The Breakfast - 30. Dez. 2015
4. The Fremergency Fronfact - 31. Dez. 2015
5. The Boy Wander - 1. Jan. 2016
6. The Wanders - 4. Jan. 2016
7. The Axe - 5. Jan. 2016
8. The Loose Screw - 6. Jan. 2016
9. The It - 7. Jan. 2016
10. The Cool Guy - 8. Jan. 2016
11. The Catastrophe - 11. Jan. 2016
12. The Rager - 12. Jan. 2016
13. The Good Bad Guy - 13. Jan. 2016
14. The Battle Royale - 14. Jan. 2016
15. The Matchmaker - 15. Jan. 2016
16. The New Toy - 18. Jan. 2016
17. The Black Cube - 19. Jan. 2016
18. The Eye on the Skullship - 20. Jan. 2016
19. The Secret Planet - 6. Juni 2016
20. The Bad Hatter - 7. Juni 2016
21. The Hole... Lotta Nuthin - 8. Juni 2016
22. The Show Stopper - 9. Juni 2016
23. The Cartoon - 10. Juni 2016
24. The Bot - 13. Juni 2016
25. The Family Reunion - 14. Juni 2016
26. The Rival - 15. Juni 2016
27. My Fair Hatey - 16. Juni 2016
28. The Legend - 17. Juni 2016
29. The Bad Neighbors - 3. Okt. 2016
30. The Party Poopers - 4. Okt. 2016
31. The Waste of Time - 5. Okt. 2016
32. The Hot Shot - 6. Okt. 2016
33. The Night Out - 7. Okt. 2016
34. The Search from Captain Tim - 10. Okt. 2016
35. The Heebie Jeebies - 11. Okt. 2016
36. The Sick Day - 12. Okt. 2016
37. The Sky Guy - 13. Okt. 2016
38. The Robomechabotatron - 14. Okt. 2016
39. The Flower - 17. Okt. 2016
40. The End of The Galaxy - 18. Okt. 2016